# Cantone di Pont-à-Mousson
Il Cantone di Pont-à-Mousson è una divisione amministrativa dell'arrondissement di Nancy, dell'arrondissement di Briey e dell'arrondissement di Toul.
A seguito della riforma approvata con decreto del 26 febbraio 2014, che ha avuto attuazione dopo le elezioni dipartimentali del 2015, è passato da 17 a 24 comuni.

## Composizione
I 17 comuni facenti parte prima della riforma del 2014 erano:
- Atton
- Autreville-sur-Moselle
- Belleville
- Bezaumont
- Bouxières-sous-Froidmont
- Champey-sur-Moselle
- Landremont
- Lesménils
- Loisy
- Millery
- Morville-sur-Seille
- Mousson
- Pont-à-Mousson
- Port-sur-Seille
- Sainte-Geneviève
- Ville-au-Val
- Vittonville

Dal 2015 i comuni appartenenti al cantone sono i seguenti 24:
- Arnaville
- Atton
- Bayonville-sur-Mad
- Blénod-lès-Pont-à-Mousson
- Bouxières-sous-Froidmont
- Champey-sur-Moselle
- Fey-en-Haye
- Jezainville
- Lesménils
- Loisy
- Maidières
- Montauville
- Mousson
- Norroy-lès-Pont-à-Mousson
- Onville
- Pagny-sur-Moselle
- Pont-à-Mousson
- Prény
- Vandelainville
- Vandières
- Villecey-sur-Mad
- Villers-sous-Prény
- Vittonville
- Waville